# Epbach
Der Epbach ist ein Bach im Hohenlohekreis im nördlichen Baden-Württemberg, der nach etwa 17 km Lauf in insgesamt etwa westlicher Richtung im Dorf Cappel der Stadt Öhringen von rechts in die Ohrn mündet.

## Namen
Der Gewässername Epbach ist zwischen 1037 und 1344 in den Schreibungen Ettebach und Etbach belegt. Er wird auf ein erschlossenes mittelhochdeutsch Wort *Ettenbach zurückgeführt, das eine Zusammensetzung aus dem Grundwort -bach und dem althochdeutschen Personennamen Atto im Genitiv, also *Ettin-, als Bestimmungswort sei. Der Name besagt also Bach des Atto. Nach Kürzung um die Silbe -en- wurde die schwierige Lautkombination [tb] zunächst durch wesentlich regressive Assimilation – der vordere Laut passt sich dem hinteren an – zu [pp] vereinfacht, später wurde das Grundwort -bach wiederhergestellt.

## Geographie

### Ursprung
Der Epbach entspringt auf etwa 465 m ü. NHN in den Schwäbisch-Fränkischen Waldbergen an einer Waldweg-Mehrfachgabel im beginnenden Hangwald Brunnenhölzle, ca. 200 m östlich von Waldenburg-Ziegelhütte. Dort, an der oberen Stufenkante der Waldenburger Berge im Bereich eines sehr flachen Sattels, jenseits dessen keine 400 m weiter im Westsüdwesten der oberste Lauf der Bibers sich nach Süden kehrt, hat er sich eine schmale, nordnordöstlich orientierte Waldschlucht gegraben.

### Oberlauf bis zum Teilungsbauwerk
Weniger als 600 m nach der Quelle und etwa 70 m tiefer grenzt der Hangbach erstmals an die Wiesenflur am Ostabhang des Waldenburger Nordsporns. Nach über einem Kilometer Lauf tritt er endgültig aus dem Wald und passiert rechts die Waldenburger Obermühle, nach etwa 1,5 km durchfließt er die zwei zusammen etwa 1,1 ha großen Mühlweiher der Untermühle. Erst nach etwa 2,7 km lässt er den Berghang, an dessen Fuß zuletzt Äcker liegen, auf etwa 355 m ü. NHN ganz hinter sich und fließt nun recht flach und unverdolt im Brühl durchs Waldenburg-Kupferzeller Industriegebiet, wo er unter der Bahnlinie der Bahnstrecke Crailsheim–Heilbronn durchzieht; auf einem kurzen Stück ist er hier Grenzgewässer zur Gemeinde Kupferzell.
Der Epbach setzt nun zu einer langsamen Linkskurve an, läuft unter der A 6 durch, die das Industriegebiet im Norden begrenzt. Er fließt dann in sehr gerade gezogener, von einem fast gehölzlosen Grünstreifen begleiteter Rinne in fast westlicher Richtung durch Ackerland, zwischen der Autobahn im Süden und dem näheren Teil der Domäne Hohebuch im Norden. Nach insgesamt etwa 5 km Lauf und mit einem Einzugsgebiet von inzwischen etwa 5 km² erreicht er nun dicht an einem Feldweg auf etwa 342 m ü. NHN ein Teilungsbauwerk.

### Mittellauf vom Teilungsbauwerk bis zum Kesselbach
Das Teilungsbauwerk leitet bei normalem Wasserstand den Abfluss durch ein links abgehendes unterirdisches Rohr in Richtung Südwesten unter der A 6 hindurch aufs Gelände der Waldenburger Kläranlage beim Fischhaus. Bei Hochwasser wird der Überschuss in gerader Linie weitergeleitet und fließt dann in den oberen Sall-Zufluss Hirschbach. Das Gelände der Kläranlage durchquert der Bach wieder offen und wechselt anschließend wieder auf die Südseite der Bahntrasse. Danach fließt ihm von links der Bauzenbach zu, der durch eine nördlich laufende Erosionsbucht an der westlichen Seite des Waldenburger Nordsporns der Waldenburger Berge naht. Gleich darauf fließt der Epbach in den Teich beim Waldenburger Rebbichshof ein und tritt noch im Siedlungsbereich des Weilers aufs Gebiet der Stadt Neuenstein über. Künftig zieht er im Wesentlichen in westlicher Richtung am Südrand der Hohenloher Ebene vor dem Fuß der Waldenburger Berge zu seiner Mündung. Auf den nächsten gut drei Kilometern gräbt sich der Bach langsam eine recht schmale Wiesenmulde, treu begleitet von der Bahnstrecke auf dem rechten Hügel. Rechts am Hang liegen nacheinander die drei kleinen Neuensteiner Weiler Pfaffenweiler, Hohrain und Obereppach. Mehrfach gehen kurze Nebengräben ab, die oft Mühlen das Antriebswasser zuführten. In Untereppach mündet von links der Kesselbach; am linken Hang über dem Zulauf liegt eine Mineralquelle im Unterkeuper.

### Unterlauf vom Kesselbach bis zur Mündung
Wenig danach passiert er den Weiler Eichhof am rechten Hang, sein Tal wird von der L 1036 überspannt und er tritt ins Weichbild der Kleinstadt und früheren Residenz Neuenstein ein. In seiner hier als Park angelegten Mulde fließt auf einem Abschnitt ein rechter Seitenast bis zum Schleifsee und läuft dann zurück, zu seiner Rechten steht danach das Schloss Neuenstein, das im Westen und Süden von der großen Wasserfläche des Kunstteichs Schwanensee umgeben ist, durch den ihm der Bernbach von rechts zufließt. Am Ortsrand von Neuenstein mündet von links der längste seiner Zuflüsse, der 4,5 km lange Eschelbach. Nach der Bernardsmühle an seinem Lauf tritt er aufs Gebiet der Stadt Öhringen über. In dessen Dorf Eckartsweiler erreicht ihn der Weinsbach, sein einziger bedeutender rechter Zufluss. Weniger als einen Kilometer weiter erreicht er die Ortsgrenze von Cappel. Im Dorf mündet der Epbach nach einem Lauf von 17,3 km ungefähr auf 229 m ü. NHN von rechts und in südöstlicher Richtung in die Ohrn, die dort von Nord- auf Westlauf wechselt.

### Einzugsgebiet
Der Epbach hat ein Einzugsgebiet von 30,9 km² Größe, von dem ein kleiner Streifen am Nordabhang des Unter-Naturraums Waldenburger Berge der Schwäbisch-Fränkischen Waldberge liegt, während der größere und tiefere Rest zum Nachbarunterraum Öhringer Ebene der Hohenloher und Haller Ebene rechnet. Der höchste Punkt liegt am Ostrand auf dem Friedrichsberg-Sporn auf wenig über 514 m ü. NHN.
Das Epbach-Einzugsgebiet erstreckt sich in Ost-West-Richtung etwa dreimal so weit wie in Nord-Süd-Richtung. Im Norden grenzt es an das des lange nahen und fast parallelen Hirschbachs, der über die Sall abfließt. Im Osten konkurriert der Kupferzell-Westernacher Kupfer-Zufluss Rinnenbach, der nur etwa 200 m östlich des oberen Epbach-Laufs im Waldenburger Industriegebiet entsteht. Die Konkurrenten auf dem kurzen südöstlichen Teil der Wasserscheide sind der Beltersroter Bach (zur Kupfer) und der Goldbach (zur Bibers). Im Süden folgen als Konkurrenten die Bibers selbst, der Michelbach und der Söllbach, im Westen der Maßholderbach (die letzten drei zur Ohrn). Alle genannten konkurrierenden Vorfluter entwässern letztlich ebenfalls in den Kocher.
Den größten Anteil am Einzugsgebiet hat Neuenstein, einen kleineren östlich davon Waldenburg, den geringsten Öhringen im Westen.

### Zuflüsse
Hierarchische Liste der Zuflüsse und  Seen von der Quelle zur Mündung. Nachweise für die Angaben im Fall bestehender Artikel in diesen, sonst Gewässerlänge, Seefläche, Einzugsgebiet und Höhe nach den entsprechenden Layern auf der Onlinekarte der LUBW. Andere Quellen für die Angaben sind vermerkt. Meist ohne die höheren Zuflüsse.
Ursprung des Epbachs auf etwa 465 m ü. NHN an einer Waldweg-Mehrfachgabel im beginnenden Hangwald Brunnenhölzle, ca. 200 m östlich von Waldenburg-Ziegelhütte.
- Buchberggraben, von rechts und Südosten gegenüber der Lohmühle von Waldenburg, 0,9 km und ca. 0,4 km²[LUBW 8]
- Passiert einen Teich unmittelbar zuvor und durchfließt dann den Untermühlsee beim Weiler Untermühle von Waldenburg, 0,2 ha und 0,9 ha.
- Brühlgraben, von links und Südwesten im Industriegebiet im östlichen Anschluss an die Bahnhofssiedlung von Waldenburg, 0,8 km und ca. 0,8 km²[LUBW 8] Nur intermittierende Wasserführung.
- → (Abzweig zum Hirschbach), nach rechts am Teilungsbauwerk am Gewann Fasanenhof, dieser entwässert über die Sall in den Kocher.
- Bauzenbach, von links vor dem Rebbigshof, 2,2 km und 1,8 km².
- Durchfließt einen 0,6 ha großen Teich unmittelbar vor dem Rebbichshof.
- (Hangbach vom Heiligenbrunnen herab), von rechts, ca. 0,3 km.[LUBW 9]
- Passiert einen länglichen Teich am linken Ufer zu Füßen von Neuenstein-Pfaffenweiler, 0,4 ha.
- → (Abgang des Mühlkanals Hohenrain), nach rechts.
- ← (Rücklauf des Mühlkanals Hohenrain), von rechts bei Neuenstein-Hohrain, 0,3 km.
- → (Abgang des Mühlkanals Obereppach (sic!)), nach rechts.
- ← (Rücklauf des Mühlkanals Obereppach), von rechts bei Neuenstein-Obereppach, 0,1 km.
- (Hangbach), von rechts durch Obereppach, 0,3 km.[LUBW 9]
- → (Abgang des Mühlkanals nach Untereppach), nach rechts, ca. 0,3 km.[LUBW 9] Endet anscheinend blind ohne erkennbaren Rückfluss.
- Kesselbach, von links in Untereppach an der Epbachbrücke der K 2356 Neuenstein–Kesselfeld, 2,2 km mitsamt dem kürzeren rechten Namens-Oberlauf und 3,0 km mit dem längeren linken Zufluss Schlundbach als Oberlauf sowie 2,8 km².
- → (Abgang eines Parallelgrabens), nach rechts am Ortsanfang von Neuenstein.
- ← (Rücklauf des Parallelgrabens), von rechts, ca. 0,5 km.[LUBW 9]
  -  Durchfließt zuallerletzt den Schleifsee, ca. 0,2 ha.
- → (Abzweig des Zuflusses zum Schlosssee), nach rechts, ca. 0,2 km.
- Passiert den Schlosssee am rechten Ufer.
- Bernbach, von rechts aus dem Schwanensee um das Schloss Neuenstein, 1,1 km und ca. 2,1 km².[LUBW 8]
  -  Durchfließt zuallerletzt den Schwanensee im Schlosspark, 0,8 ha
- → (Abgang Parallelverdolung in Neuenstein), nach rechts gleich nach dem vorigen.
- Durchfließt einen kleinen Teich, unter 0,1 ha.
- (Zufluss aus dem Weidenfeld), von links, 1,1 km.
- ← (Rücklauf der Parallelverdolung in Neuenstein), von rechts nach dem Sportplatz, 0,5 km.
- Eschelbach, von links gegenüber dem Neuensteiner Tennisplatz, 4,5 km zusammen mit dem längeren linken Oberlauf Eichholzbach und 5,2 km².
- (Zufluss aus einer Mulde unterhalb des Gewanns Riedweg), von rechts unterhalb des Tennisplatzes am Ortsende von Neuenstein, 0,8 km.
- (Bach aus der Haberklinge), von rechts wenig vor Öhringen-Eckartsweiler, 1,3 km und ca. 0,8 km².
- Weinsbach, von rechts und Norden auf etwa  238 m ü. NHN in Öhringen-Eckartsweiler an der Brücke des Wachwegs, 2,7 km und 4,0 km².
- → (Abgang eines Mühlkanals nach Cappel), nach rechts etwas vor Cappel, ca. 0,5 km.[LUBW 9]  Verschwindet in Cappel in einer Verdolung.
- Passiert einen Teich am rechten Ufer am Ortseingang von Cappel, der auch an der anderen Seite vom vorigen flankiert wird, 0,3 ha.

Mündung des Epbachs etwas westlich der Öhringen-Cappeler Epbachbrücke von rechts in die Ohrn. Der Epbach ist 17,3 km lang und hat ein 30,9 km² großes Einzugsgebiet.

### Orte und Siedlungsplätze am Lauf
Hohenlohekreis
- Stadt Waldenburg
  - Obermühle (Weiler, links)
  - Untermühle (Weiler, links)
  - Am Bahnhof (Industriegebiet)
- Kupferzell (nur kurzzeitig rechter Gebietsanrainer)
- Stadt Waldenburg
  - Am Bahnhof (Industriegebiet)
  - Rebbigshof (Weiler)
- Stadt Neuenstein
  - Rebbigshof (Weiler)
  - Hohrain (Weiler, vor allem rechts)
  - Obereppach (Weiler, rechts)
  - Untereppach (Weiler)
  - Eichhof (Weiler, rechts)
  - Neuenstein (Kernstadt)
  - Bernhardsmühle (Gehöft)
- Stadt Öhringen
  - Eckartsweiler (Dorf)
  - Cappel (Dorf)

## Geologie
Der Lauf des Epbachs beginnt an einem Sattel in den Unteren Bunten Mergeln (Steigerwald-Formation), der zwei Bergsporne im Kieselsandstein (Hassberge-Formation) verbindet. Auf dem in Fließrichtung linken steht die Waldenburger Kernstadt, auf dem rechten die Wälder auf dem Friedrichsberg. Der Epbach erreicht sehr schnell den Gipskeuper (Grabfeld-Formation), im Gelände kenntlich am unruhigen Hang. In diesem fließt er, noch ehe er die Obermühle erreicht, schon in einem Auenlehmstreifen, der sich im Waldenburger Industriegebiet am Hangfuß stark verbreitert. Am heutigen Teilungsbauwerk setzt sich dieser hier wieder sehr schmale Talfüllungsstreifen in beständiger Richtung fort zum oberen Hirschbach. Der hier verdolt unter einem Acker nach links geführte Normalablauf des Baches dagegen liegt, wie er nach Unterqueren der Bahnlinie an der Waldenburger Kläranlage wieder ans Tageslicht tritt, nahe dem Bauzenbach-Zufluss von links wieder in einem breiteren Auenlehmbereich. Nach dem Rebbigshof steht in der Talmulde und bald auch schon auf den Hängen der Unterkeuper an, in dem der Bach über den größeren Teil seiner Länge läuft. Etwa ab Eckartsweiler liegt der Talgrund dann im Oberen Muschelkalk, die wieder einsetzende Talfüllung weitet sich bis fast zur Mündung in die Ohrn, wo vermutlich eine Störung mit abwärtiger Tiefscholle das Tal quert.
Etwa 300–400 m südwestlich des Neuensteiner Schlosses ist links des Baches in einem alten Unterkeuper-Steinbruch Lettenkeuper-Hauptsandstein in Flutfacies aufgeschlossen.
Auf dieselbe Schicht ging der Abbau in einem verfallenen Steinbruch rechts des Baches knapp einen Kilometer vor Eckartsweiler.

## Schutzgebiete
Der oberste Lauf bis zur Waldenburger Untermühle liegt im Landschaftsschutzgebiet Landschaftsteile im Raum Waldenburg, das später am Rebbigshof noch einmal kurz bis ans linke Ufer reicht. Vom Eichhof bis fast zur Bernhardtsmühle durchzieht der Bach zentral ein Wasserschutzgebiet um Neuenstein, der unterste Lauf ab Eckartsweiler ein weiteres im Öhringen an seinem Ostrand.

### LUBW
Amtliche Online-Gewässerkarte mit passendem Ausschnitt und den hier benutzten Layern: Lauf und Einzugsgebiet des Epbachs

Allgemeiner Einstieg ohne Voreinstellungen und Layer: Daten- und Kartendienst der Landesanstalt für Umwelt Baden-Württemberg (LUBW) (Hinweise)
1. 1 2 3  Höhe nach dem Höhenlinienbild auf dem Hintergrundlayer Topographische Karte.
2. 1 2  Länge nach dem Layer Gewässernetz (AWGN).
3. 1 2  Einzugsgebiet aufsummiert aus den Teileinzugsgebieten nach dem Layer Basiseinzugsgebiet (AWGN).
4. ↑  Das Höhenlinienbild der TK25 legt einen natürlichen Talweiterlauf zum oberen Hirschbach nahe. Die Geologische Karte des Naturparks Schwäbisch-Fränkischer Wald zieht dementsprechend den hier schmalen Auenzonenstreifen geradewegs fort zum oberen Hirschbach. Jedoch zeigt die andere geologische Quelle Mapserver des Landesamtes für Geologie, Rohstoffe und Bergbau (LGRB) (Hinweise) Auensedimentstreifen in beide Ablaufrichtungen, und den breiteren zum weiteren Lauf des Epbachs.
5. ↑  Höhe nach schwarzer Beschriftung auf dem Hintergrundlayer Topographische Karte.
6. ↑  Seefläche nach dem Layer Stehende Gewässer.
7. ↑  Einzugsgebiet nach dem Layer Basiseinzugsgebiet (AWGN).
8. 1 2 3  Einzugsgebiet abgemessen auf dem Hintergrundlayer Topographische Karte.
9. 1 2 3 4 5  Länge abgemessen auf dem Hintergrundlayer Topographische Karte.
10. ↑  Schutzgebiete nach den einschlägigen Layern, Natur teilweise nach dem Layer Biotop.

### Andere Belege
1. ↑  Abfluss-BW - Daten und Karten
2. ↑  Etymologie nach Albrecht Greule, Deutsches Gewässernamenbuch, De Gruyter 2014, ISBN 978-3-11-019039-7, S. 129.
3. ↑  Abfluss am Teilungsbauwerk des Epbachs nach fernmündlicher Auskunft von der Waldenburger Gemeindeverwaltung im Jahr 2011.
4. ↑  Wolf-Dieter Sick: Geographische Landesaufnahme: Die naturräumlichen Einheiten auf Blatt 162 Rothenburg o. d. Tauber. Bundesanstalt für Landeskunde, Bad Godesberg 1962. → Online-Karte (PDF; 4,7 MB)
5. ↑  Geologie nach der unter → Literatur aufgeführten geologischen Karte und nach den Layern zu Geologische Karte 1:50.000 auf: Mapserver des Landesamtes für Geologie, Rohstoffe und Bergbau (LGRB) (Hinweise)
6. ↑  Geotopbeschreibung (PDF; 0,3 MB) im Geotopkataster des Landesamtes für Geologie, Rohstoffe und Bergbau (LGRB).
7. ↑  Geotopbeschreibung (PDF; 0,3 MB) im Geotopkataster des LGRB.